# Hanneke Niens
Hanneke Niens  (Den Haag, 10 oktober 1965) is een Nederlandse Oscar genomineerde producent van speelfilms, dramaseries en documentaires en is eigenaar en CEO van productiehuis KeyFilm. Ze gaf incidenteel les als gastdocent op de Nederlandse Filmacademie en de internationale producentenopleiding EAVE.

## Biografie
In 1985 begon Niens aan de studie theater-, film- en televisiewetenschappen aan de Rijksuniversiteit Utrecht en volgde zij de vakken media- en auteursrecht aan de Vrije Universiteit Amsterdam. 
Zij was tussen 1990 en 1998 als hoofd drama en uitvoerend producent bij verschillende productiemaatschappijen verantwoordelijk voor meer dan 300 afleveringen televisiedrama, waaronder het veelbekroonde Oud Geld. Vanaf 1999 werkt ze als film- en tv-producent, eerst als medeoprichter van IDTV Film, vanaf 2008 als eigenaar en CEO van productiebedrijf KeyFilm. Gedurende haar carrière won Niens talloze prijzen als producent en met KeyFilm. Belangrijke nominaties en onderscheidingen zijn onder andere een Oscar-nominatie voor de film De Tweeling (2003), een Gouden Kalf voor beste film voor dezelfde film, beste coproductie op het Luxembourg Film Festival voor de film Bride Flight (2009) en driemaal de Platina Film voor de kaskrakers Soof, Soof 2 en Soof 3. Gouden Kalf-nominaties voor beste film waren er voor de films Van God Los (2003), Nena (2014) en Beyond Sleep (2016). Twee films die zij produceerde wonnen prijzen op het Prix Europa festival: Cloaca (2005) en De uitverkorene (2006) voor beste Europese televisieprogramma van het jaar. Pierre Bokma won een International Emmy Award voor zijn rol in de laatstgenoemde film. In 2018 won haar internationale coproductie The Reports on Sarah and Saleem (2018) op het Internationaal Film Festival Rotterdam de Special Jury Award voor beste scenario en de HBF Audience Award. In 2021 was de serie Swanenburg de meest gestreamde NPO serie. 
Sinds 2021 produceerde Niens onder meer de films Lost Transport (2023) en De Vuurlinie (2023). Ze is daarnaast betrokken bij de ontwikkeling van de verfilming van de roman PAAZ, die in 2026 wordt verwacht.
Niens is aangesloten bij de European Producers Club en de European Film Academy en is sinds 2018 lid van de Raad van Toezicht van het International Film Festival Rotterdam. Tevens was zij van 2004 tot 2010 bestuurslid van Film Producenten Nederland (tegenwoordig Nederlandse Audiovisuele Producenten Alliantie).

## Filmografie

### Speelfilms
| Jaar | Titel                                          |
| ---- | ---------------------------------------------- |
| 2001 | Familie                                        |
| 2002 | Baby                                           |
| 2002 | De Tweeling                                    |
| 2003 | Van God Los                                    |
| 2003 | Cloaca                                         |
| 2004 | Amazones                                       |
| 2005 | Leef!                                          |
| 2006 | Ik omhels je met 1000 armen                    |
| 2007 | Unfinished Sky                                 |
| 2008 | Bride Flight                                   |
| 2009 | Bollywood Hero                                 |
| 2009 | Terug naar de kust                             |
| 2010 | Richting west                                  |
| 2012 | Silent City                                    |
| 2013 | Soof                                           |
| 2014 | Nena                                           |
| 2015 | Ventoux                                        |
| 2015 | Ya tayr el tayer (ook wel bekend als The Idol) |
| 2016 | Beyond Sleep                                   |
| 2016 | Kamp Holland                                   |
| 2016 | Die Nacht der 1000 Stunden                     |
| 2016 | Soof 2                                         |
| 2017 | Dorst                                          |
| 2018 | The Reports on Sarah and Saleem                |
| 2019 | The Beast in the Jungle                        |
| 2019 | Wat is dan liefde                              |
| 2020 | Muidhond                                       |
| 2020 | De Vogelwachter                                |
| 2022 | Queens                                         |
| 2022 | Soof 3                                         |
| 2023 | A House in Jerusalem                           |
| 2023 | Het Verloren Transport                         |
| 2023 | De Vuurlinie                                   |
| 2023 | Net als in de Film                             |
| 2024 | Laatste Ronde                                  |

### Televisiefilms
| Jaar | Titel              |
| ---- | ------------------ |
| 2004 | Zinloos            |
| 2005 | On Stage           |
| 2005 | Eilandgasten       |
| 2006 | Escort             |
| 2006 | De uitverkorene    |
| 2007 | De avondboot       |
| 2008 | De fuik            |
| 2008 | Hou Holland schoon |
| 2008 | Den Helder         |
| 2008 | Dag in dag uit     |
| 2009 | De Ander           |
| 2009 | Zara               |
| 2009 | Maite was hier     |
| 2010 | Memory Lane        |
| 2010 | Val                |
| 2010 | Diamond Dancers    |
| 2010 | Hyperscape         |
| 2010 | Verre vrienden     |
| 2010 | Flysk              |
| 2011 | Coup de Grâce      |
| 2011 | One False Move     |
| 2012 | Over               |
| 2012 | Uit                |
| 2012 | Bowy is binnen     |
| 2013 | Exit               |
| 2013 | Greifensee         |
| 2015 | Voices of Finance  |

### Televisieseries (selectie)
| Jaar      | Titel                    | Aantal seizoenen | Aantal afleveringen |
| --------- | ------------------------ | ---------------- | ------------------- |
| 1993      | Tax Free                 |                  | 6                   |
| 1992-1993 | Ha, die Pa!              |                  | 26                  |
| 1992      | Sjans                    |                  | 26                  |
| 1995      | Voor hete vuren          |                  | 12                  |
| 1996      | 12 steden, 13 ongelukken |                  | 68                  |
| 1998-1999 | Oud Geld                 |                  | 19                  |
| 2001      | Wet & Waan               |                  | 10                  |
| 2017-2018 | Soof: Een Nieuw Begin    | 2                | 18                  |
| 2021-2023 | Swanenburg               | 2                |                     |

### Documentaires (selectie)
| Jaar | Titel                                |
| ---- | ------------------------------------ |
| 2010 | Great Lengths                        |
| 2010 | This is my picture when I was dead   |
| 2011 | What the cat sees                    |
| 2011 | Nadia's tics                         |
| 2012 | The Sex Police                       |
| 2012 | De man met 100 kinderen              |
| 2012 | Niets blijft                         |
| 2013 | Gitaarjongens                        |
| 2013 | Refugees: Who Needs Them?            |
| 2013 | My Genius Brother Harry              |
| 2014 | Paradijsbestormers                   |
| 2014 | Herinnering aan een trieste dageraad |
| 2015 | Ik ben Alice                         |
| 2015 | Erbarme dich                         |
| 2015 | Becoming Zlatan                      |
| 2016 | Mies gaat naar Hollywood             |
| 2016 | De mooiste marathon                  |